# Jan Fedder

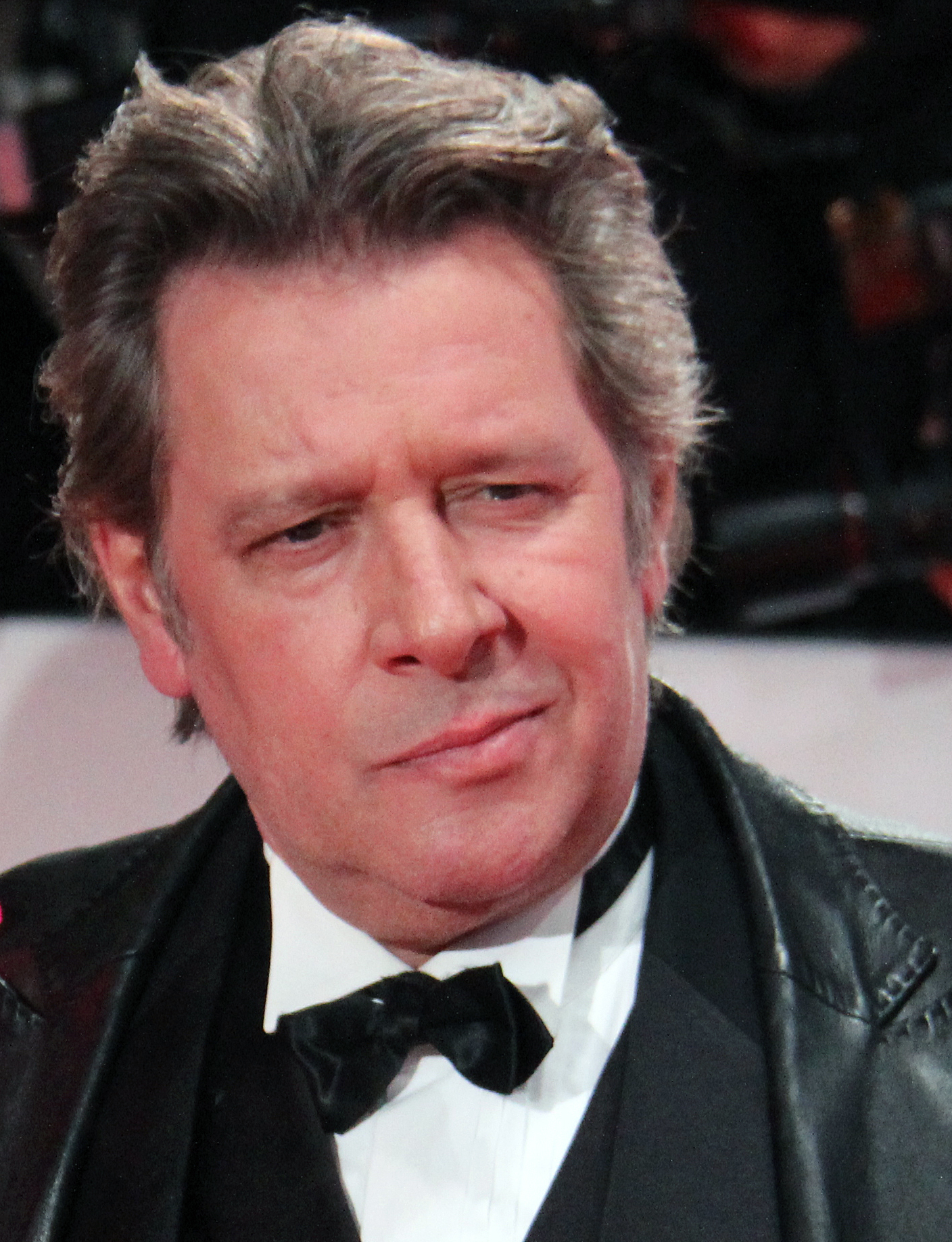
Jan Fedder (2012)

Jan Fedder (* 14. Januar 1955 in Hamburg; † 30. Dezember 2019 ebenda) war ein deutscher Schauspieler und Synchronsprecher. Durch seine Rolle im Kinoerfolg Das Boot erlangte er 1981 erste Bekanntheit. Populär wurde er vor allem durch die Darstellung norddeutscher Charaktere, insbesondere des Polizisten Dirk Matthies in der Fernsehserie Großstadtrevier und des Bauern Kurt Brakelmann in Neues aus Büttenwarder.

## Leben
Jan Fedder wuchs als Sohn des Kneipenbesitzers Adolf Fedder und dessen Frau Gisela, geb. Prehm, einer Tänzerin, in Hamburg-St. Pauli auf. Das Lokal der Eltern, „Zur Überseebrücke“, war direkt am Hamburger Hafen gelegen. Sein Halbbruder Oliver ist sieben Jahre älter. Jan Fedder absolvierte eine Ausbildung zum Speditionskaufmann, übte diesen Beruf aber nie aus.
Mit sieben Jahren sang Fedder als Knabensopran im Chor des Hamburger Michel. Vor seiner Schauspielausbildung, die er mit zehn Jahren begann, nahm er einige Jahre Ballettunterricht, wechselte aber später ins Schauspielfach. Im Alter von 13 Jahren stand er das erste Mal auf der Bühne und vor der Kamera (für die Serie Reisedienst Schwalbe). 19 Jahre lang spielte er im Kinder- und Jugendtheater Klecks am Hamburger Großneumarkt und wirkte im Ernst-Deutsch-Theater in Stücken von Shakespeare und Goethe mit.
Seit 2007 engagierte sich Fedder als „Bootschafter“ für die Deutsche Gesellschaft zur Rettung Schiffbrüchiger. Er hatte eine Wohnung in Hamburg-St. Pauli, darüber hinaus lebte er in seiner Freizeit auf einem Bauernhof in Ecklak im Kreis Steinburg, den er ab 1997 restaurierte. Fedder und seine Frau Marion geb. Kurth waren seit 2000 verheiratet.
Im Herbst 2012 wurde bei ihm die Vorstufe eines Mundhöhlenkarzinoms diagnostiziert, woraufhin er das Rauchen aufgab, sich einer strahlentherapeutischen Behandlung unterzog und ein Jahr beruflich pausierte. 2016 zog er sich bei einem Sturz mehrere Knochenbrüche zu. Im Juni 2019 gab er in einem Interview bekannt, seit Längerem auf einen Rollstuhl angewiesen zu sein.

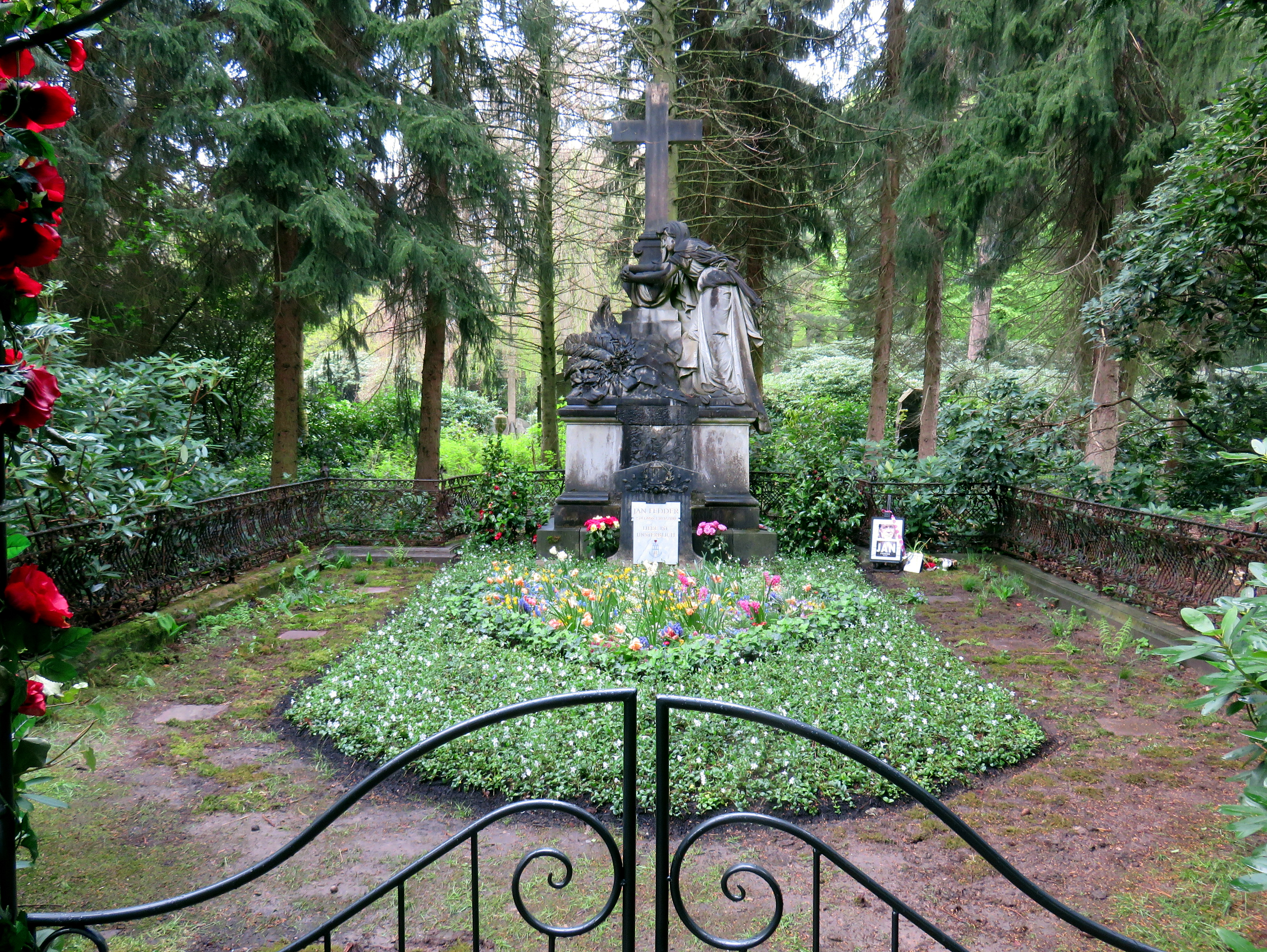
Grabstätte für Jan Fedder auf dem Friedhof Ohlsdorf (Mai 2020)

Am 30. Dezember 2019 starb Jan Fedder in seiner Wohnung in Hamburg. Die Trauerfeier fand am 14. Januar 2020, dem 65. Geburtstag Fedders, auf seinen Wunsch hin, im Hamburger Michel statt – dort war er getauft, konfirmiert und getraut worden und hatte im Knabenchor gesungen. Anschließend gab es einen Trauerkonvoi über St. Pauli.

## Werdegang
Nach kleineren Fernsehauftritten 1979 und 1980 war seine erste größere Rolle die des ‚Bootsmannsmaats Pilgrim‘ in dem Film Das Boot. In den darauf folgenden Jahren spielte er in vielen, hauptsächlich norddeutschen Fernsehproduktionen mit, bis er 1990 schließlich beim Großstadtrevier die Rolle des Polizisten ‚Dirk Matthies‘ übernahm. Außerdem spielte er eine der beiden Hauptrollen, die des ‚Kurt Brakelmann‘, in der norddeutschen Serie Neues aus Büttenwarder neben seinem Schauspielkollegen Peter Heinrich Brix als ‚Arthur Tönnsen‘. Jener spielte auch im Großstadtrevier eine Hauptrolle, nämlich die des ‚Lothar Krüger‘. Fedder spielte für die ARD auch in Verfilmungen nach Stoffen von Siegfried Lenz. Im Kino war er 2009 in Fatih Akins Komödie Soul Kitchen zu sehen.
Nebenher war Fedder seit den 1970er Jahren hin und wieder auch als Synchronsprecher tätig, so unter anderem in Brust oder Keule und als ‚Herbert‘ in den Werner-Filmen. Als der Radiosender NDR 2 Mitte der 1980er Jahre zum ersten Mal einheitliche Jingles einführte, war Fedder die „Station-Voice“ des Senders.
Als Ausgleich zu seiner Arbeit als Schauspieler betätigte er sich als Leadsänger der Band Big Balls, mit der er 1998 die CD Aus Bock und 2004 die CD Fedder geht’s nicht veröffentlichte, die auch eine Coverversion des Großstadtrevier-Titelsongs enthielt.

## Gedenkorte

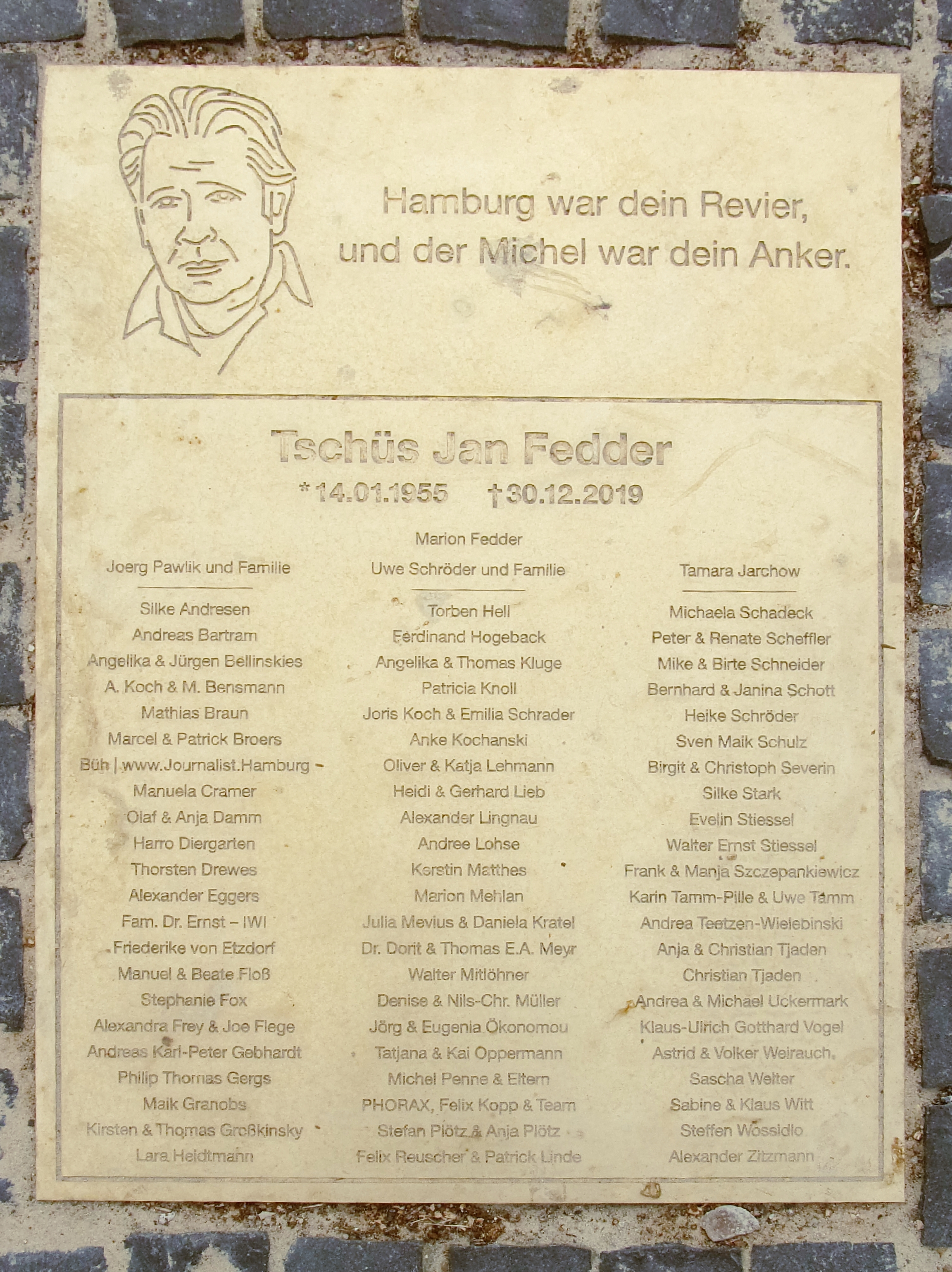
Gedenktafel vor dem Hamburger Michel

Jan Fedder wurde zwei Tage nach der für ihn veranstalteten Trauerfeier im engsten Familien- und Freundeskreis auf dem Ohlsdorfer Friedhof (T22 1–9, U22 1–7, Patengrab, ehemals Familie Breuer) beigesetzt. Die Stiftung St. Michaelis würdigt Jan Fedder mit einer eigenen Michel-Tafel. Unter der Überschrift Tschüs Jan Fedder ist Platz für 69 Namen von Menschen, die in Erinnerung an Jan Fedder 300 Euro oder mehr für den Michel spenden möchten. Die Tafeln sind auf dem Boden vor dem Michel eingelassen und erinnern an berühmte Persönlichkeiten. Die Tafel wurde im September 2020 auf den Kirchplatz des Michel verlegt.
Auf seinem Grabstein ist neben dem Namen und den Lebensdaten auf einer weißen Marmorplatte der Satz Liebe ist unsterblich, alles in goldener Schrift, zu sehen. Darunter befindet sich das um ein rotes Herz ergänzte Motiv des Admiralitätswappens Hamburgs.
Am 14. Januar 2022, seinem 67. Geburtstag, erhielt die bisher namenlose Promenade zwischen den Landungsbrücken und dem Baumwall den Namen Jan-Fedder-Promenade. Dies war, zwei Jahre nach dem Tod, der nach den Benennungsbestimmungen frühestmögliche Zeitpunkt.

## Filmografie (Auswahl)
- 1969: Reisedienst Schwalbe – Höhlenfahrt mit Hindernissen
- 1973: Sonderdezernat K1 – Trip ins Jenseits
- 1974: Hamburg Transit – Der kleine Bruder
- 1978: Ein Mord am Lietzensee
- 1979: Geteilte Freude
- 1979: Tilt
- 1979: St. Pauli-Landungsbrücken – Acht Tage Urlaub
- 1980: St. Pauli-Landungsbrücken – Rio
- 1981: Das Boot
- 1982: Tatort – Das Mädchen auf der Treppe
- 1982: Smileys Leute – Agent in eigener Sache
- 1982: Die leichten Zeiten sind vorbei
- 1983: Kontakt bitte …
- 1983: Liebe läßt alle Blumen blühen
- 1984: Der Fall Bachmeier – Keine Zeit für Tränen
- 1984: Unser Mann vom Südpol
- 1984: Der Sohn des Bullen
- 1985: Ami go Home oder Der Fragebogen
- 1985: Trigger – Die Hand am Abzug (mit Audrey Landers)
- 1986: Auf Achse – Felix Austria
- 1986: Detektivbüro Roth – Computer kennen keine Kollegen
- 1986: Engels & Consorten
- 1986: Finkenwerder Geschichten
- 1987: Das Traumauto
- 1987: Der Landarzt – Der Lockvogel
- 1987: Didi – Der Experte
- 1987: Tatort – Voll auf Haß
- 1987: Jacob hinter der Blauen Tür
- 1988: Der Fahnder – Drücker
- 1988: Singles
- 1988: Peter Strohm – Noch drei Minuten bis Himmelfahrt
- 1988: Kasse bitte!
- 1989: Zwei Münchner in Hamburg – Abschied von der Isar
- 1989: Zwei Münchner in Hamburg – Ein kleiner Schritt zum Glück
- 1989: Umwege nach Venedig
- 1989: Die Männer vom K3 – Der Mann im Dunkeln
- 1990: Seine beste Rolle
- 1990: Werner – Beinhart!
- 1990: Liebesgeschichten
- 1990: Und wenn’s nicht klappt, dann machen wir’s nochmal
- 1990: Ein Fall für zwei – Blutige Rosen
- 1991–2020: Großstadtrevier (Dirk Matthies, Folgen 37 bis 447, 452)
- 1991: Superstau
- 1991: Land in Sicht
- 1991: SOKO 5113 – Das Verhör
- 1991: Zwei Münchner in Hamburg – Endlich zu viert
- 1991: Zwei Schlitzohren in Antalya
- 1991: Sesamstraße – Folge 1395
- 1991: Schwarz Rot Gold – Stoff
- 1992: Ein Fall für zwei – Härter als Glas
- 1992: Unsere Hagenbecks – Der Diebstahl
- 1992: Das Nest – An der Angel
- 1993: Verlassen Sie bitte Ihren Mann
- 1993: Zwei Münchner in Hamburg – Das bisschen Haushalt
- 1995–1999: Heimatgeschichten (verschiedene Rollen)
- 1995–1996: Inseln unter dem Wind
- 1997–2020: Neues aus Büttenwarder (Kurt Brakelmann, Folgen 1–92)
- 1998: Der Hochstapler
- 1999: Das Traumschiff – Bali
- 2001: Die Kinder vom Alstertal – Freundschaft in Gefahr
- 2002: Das Traumschiff – Sambia und Viktoriafälle
- 2002: Die Strandclique – Sachsen können alles
- 2003: Das Traumschiff – Australien
- 2005: Der Pfundskerl – Schlaflose Nächte
- 2006: Der Mann im Strom
- 2007: Die Zürcher Verlobung – Drehbuch zur Liebe
- 2008: Insel des Lichts
- 2008: Das Feuerschiff
- 2008: U-900
- 2009: Meine Tochter und der Millionär
- 2009: Soul Kitchen
- 2009: Die göttliche Sophie
- 2009: Das Wartezimmer – Die Impf-Aktion
- 2009: Der gestiefelte Kater
- 2010: 2 für alle Fälle – Ein Song für den Mörder
- 2010: Die Auflehnung
- 2011: Die göttliche Sophie – Das Findelkind
- 2012: 2 für alle Fälle – Manche mögen Mord
- 2012: Der Hafenpastor
- 2012: Der Weihnachtsmuffel
- 2013: Stille
- 2013: Arnes Nachlass
- 2013: VERBRECHEN nach Ferdinand von Schirach
- 2013: Ohne Gnade!
- 2013: Vom Fischer und seiner Frau (als Stimme des Butt)
- 2015: Der Hafenpastor und das graue Kind
- 2016: Der Hafenpastor und das Blaue vom Himmel

## Diskografie
- 1998 CD mit den Big Balls Aus Bock
- 2004 CD mit den Big Balls Fedder geht’s nicht

Bei Werner – Volles Rooäää!!! gab er dem Rocker Herbert seine Stimme. Im Film Werner – Beinhart! hat er diversen Figuren seine Stimme geliehen. 

## Hörspiele (Auswahl)
Die ARD-Hörspieldatenbank verzeichnet 15 Einträge über Hörspiele mit Jan Fedder. Sie sind chronologisch nach der Erstsendung aufgelistet.
- 1979: Tore Tveit: Keine Zukunft für Lasse (Lasse) – Regie: Hans Rosenhauer (NDR) – 36:20 Min. – Erstsendung: 13. Juni 1979 (NDR 1)
- 1980: Johannes Schenk: Das Buddelkastenschiff – Regie: Otto Düben (SDR) – 56:40 Min. – Erstsendung: 4. Mai 1980 (SDR2)
- 1981: Roswitha Zauner: Silverbirds (Bert) – Regie: Hans Rosenhauer (NDR) – 32:35 Min. – Erstsendung: ca. 1981
- 1981: Peter Greiner: Kleine Freiheit oder Kiez (Charly) – Regie: Gerlach Fiedler (NDR) – 86:40 Min. – Erstsendung: 20. Juni 1981 (NDR 3)
- 1983: Rainer Lewandowski: Kommen Sie mir nicht an meine Hose! (Alternativer junger Mann) – Regie: Hans Rosenhauer (NDR) – 47:50 Min. – Erstsendung: 22. Okt. 1983 (NDR 3)
- 1984: Peter Gollan: Kampf um Kreuzberg (1. Hausbesetzer) – Regie: Hans Rosenhauer (NDR) – 48:10 Min. – Erstsendung: 5. Mai 1984
- 1984: Uwe Friesel: Blankenhorn – Lauenburg Connection (Charly) – Regie: Hans Rosenhauer (NDR) – 73:00 Min. – Erstsendung: 20. Jan. 1985 (NDR 2)
- 1985: Wendy de la Bere: Der Ausreißer (2. Fischer) – Regie: Hans Rosenhauer (NDR) – 32:35 Min. – Erstsendung: 20. Juni 1985 (NDR 1)
- 1987: James Saunders: Das Zauberbad (Eric) – Regie: Heinz Hostnig (WDR) – 60:32 Min. – Erstsendung: 27. Okt. 1987 (WDR 3)
- 1987: Arnold E. Ott: Eine Art von Mord (Harry Damrad) – Regie: Hans-Jürgen Ott (RB) – 56:33 Min. – Erstsendung: 3. Mär. 1988
- 1988: Michael Batz: Deutschland, Atlantik (2. Freak) – Regie: Hans Rosenhauer (NDR) – 75:32 Min. – Erstsendung: 30. Apr. 1988 (NDR 3)
- 1990: Paco Ignacio Taibo II: Mörderisches Land (Fernando, Chauffeur der Ratte) – Regie: Bernd Lau (NDR) – 59:00 Min. – Erstsendung: 2. Mär. 1990
- 1990: Wolfgang Pauls: Die Schipper-Kids – 3. Folge: Die Schipper-Kids und der schlappe Hund (1. Kokainschmuggler) – Regie: Frank Grupe (NDR) – 33:00 Min. – Erstsendung: 25. Mär. 1990
- 1991: Jürgen Geers: Die Frauenfrage  –  Berichte aus der Männergruppe – 1. Teil: Kalt wie Eis (Anrufbeantworter) – Regie: Detlev Ihnken (SDR) – 10:09 Min. – Erstsendung: 10. Okt. 1991
- 1991: Jürgen Geers: Die Frauenfrage  –  Berichte aus der Männergruppe – 2. Teil: Zweimal das gleiche (Joachim) – Regie: Detlev Ihnken (SDR) – 11:03 Min. – Erstsendung: 17. Okt. 1991

## Auszeichnungen
- 1999 Ehrenkommissar der Polizei Schleswig-Holstein
- 2000 Ehrenkommissar der Hamburger Polizei
- 2003 Ehren-Schleusenwärter (Hamburg)
- 2005 Ehrenkommissar der Bayerischen Polizei
- 2005 Beliebtester Schauspieler des Nordens (NDR)
- 2006 Deutscher Fernsehpreis – Bester Schauspieler Fernsehfilm (Hauptrolle) für Der Mann im Strom (ARD/NDR)
- 2007 GdP-Stern 2006 (Gewerkschaft der Polizei)
- 2008 Beliebtester Schauspieler des Nordens (NDR)
- 2010 Niederdeutscher Literaturpreis der Stadt Kappeln (gemeinsam mit Peter Heinrich Brix)
- 2010 Norddeutscher Filmpreis im Rahmen der Nordischen Filmtage
- 2013 Hamburger des Jahres für sein Lebenswerk (Privatsender Hamburg 1)

## Dokumentation
- 2020: Jan Fedder – Was bleibt? (moderiert von Reinhold Beckmann)
- 2020: Jan Fedder – Mit Ecken, Kanten und ganz viel Herz (Redaktion: Ulrike Eigel)

## Trivia
Am 22. September 2020 wurde in einer Onlineauktion sein Ford Explorer und letzter „Großstadtrevier“-Wagen zugunsten des Hamburger Michel für 61.201 Euro versteigert.
Ebenfalls zugunsten des Hamburger Michel wurde im Juni 2021 Fedders Küchenuhr für eine Summe in Höhe von 14.155 Euro versteigert.
Im November 2022 wurde sein privater Mercedes-Oldtimer, die Heckflosse 220 SEB, für den Kaufpreis in Höhe von 97.050 Euro versteigert.